# Marco Crespi
Marco Crespi (Monza, 5 november 1978) is een professioneel golfer uit Italië. Hij is verbonden aan Colmar Golf en de Golf Club Milano.
Crespi werd in 2002 professional. Hij speelde in enkele jaren op de Alps Tour en in 2009 ook op de Europese Challenge Tour. In maart won hij het Sloveens Golf Open op de Ptuj Golf Club met een score van 65-67-63 en een voorsprong van 10 slagen op Sam Robinson. 
In 2010 werd hij 7de bij het Roma Golf Open van de Challenge Tour en won hij op de Bogogno Golf Club de eerste ronde (PQ1) van de Tourschool in een tie met Francis Valera.
In 2012 won hij de Telenet Trophy, trouwde hij met Elena en kreeg hij een dochterm CAiotta. 

In 2013 won hij het Toscaans Open en slaagde hij erin, tijdens zijn 11de bezoek aan de Tourschool, eindelijk zijn tourkaart te bemachtigen.

## Gewonnen
Nationaal
- 2005: PGA Kampioenschap
- 2007: PGA Kampioenschap

Alps Tour
- 2009: Sloveens Golf Open (-18)
- 2011: Le Fonti Open (-12), Flory van Donck Trophy (-18)

Challenge Tour
- 2012: Telenet Trophy
- 2013: Toscaans Open (-17)